# Pelle Olsson
För andra betydelser, se Per Olsson.
Pelle Bertil Olsson, född 28 mars 1952 i Västerås, är en svensk författare och muntlig berättare, uppvuxen i Härnösand. Pelle Olsson blev svensk mästare i Berättarslam 2007, 2011 och 2013 samt nordisk mästare 2008 och 2011.

## Priser och utmärkelser
- 1992 − Svenska Carnegie Institutets journalistpris[4]
- 1999 − Svensk förening för Beroendemedicin, Årets Mediadiplom[5]
- 2021 − Region Kronobergs kulturstipendium[6]